# Вирџинија Гарденс (Флорида)
Вирџинија Гарденс (енгл. Virginia Gardens) град је у америчкој савезној држави Флорида.

## Демографија
По попису из 2010. године број становника је 2.375, што је 27 (1,1%) становника више него 2000. године.
| Група             | 2000.         | 2010.         |
| Белци             | 671 (28,6%)   | 459 (19,3%)   |
| Афроамериканци    | 53 (2,3%)     | 63 (2,7%)     |
| Азијати           | 36 (1,5%)     | 40 (1,7%)     |
| Хиспаноамериканци | 1.579 (67,2%) | 1.836 (77,3%) |
| Укупно            | 2.348         | 2.375         |